# Jutta Kammann

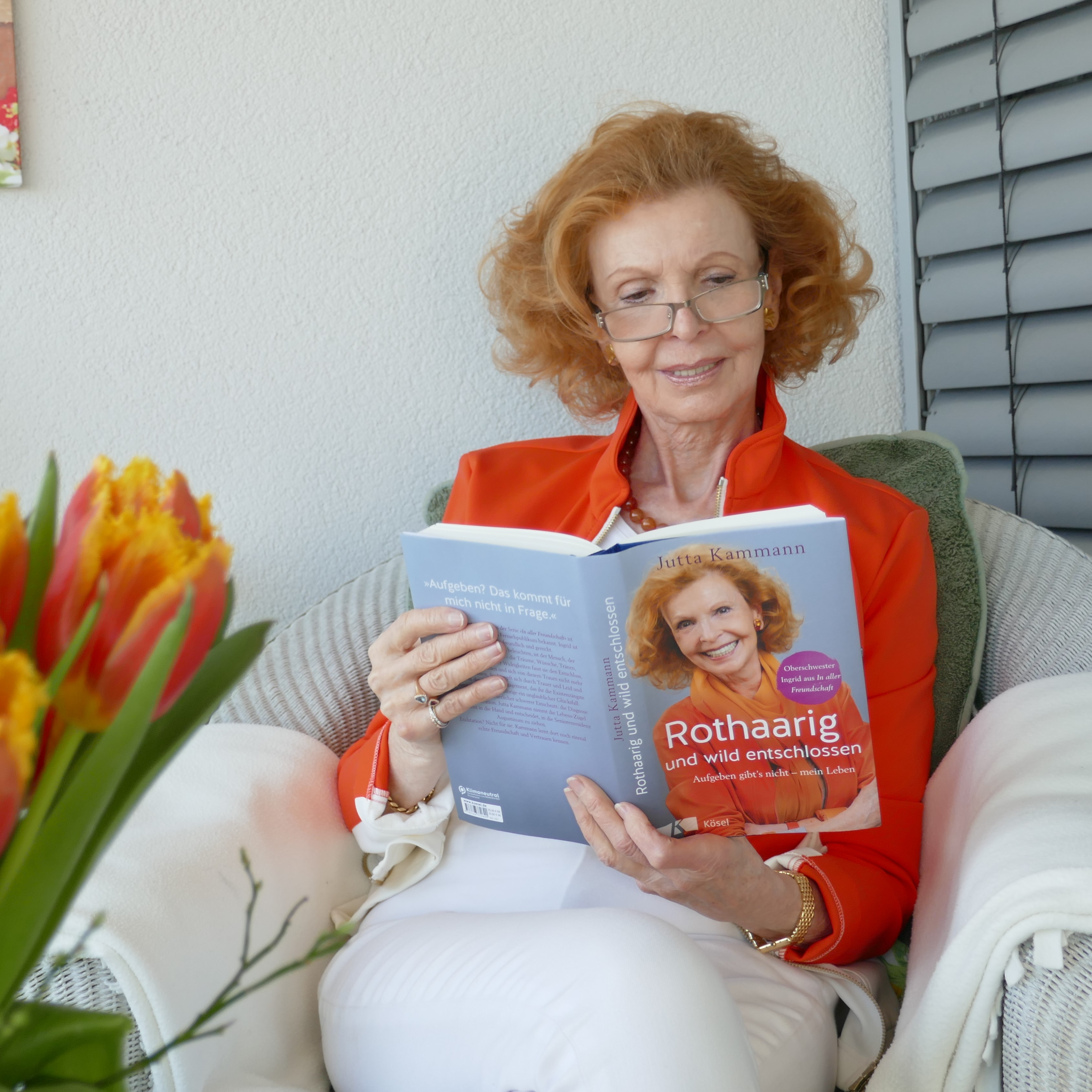
Jutta Kammann (2021)

Jutta Kammann (* 22. März 1944 in Heidenheim an der Brenz) ist eine deutsche Schauspielerin.

## Leben
Jutta Kammann wuchs bei ihrer alleinerziehenden Mutter auf. Nach ihrem Schulabschluss arbeitete sie in Köln zunächst als Statistin und Model, bevor sie von 1966 bis 1969 eine professionelle Schauspielausbildung an der Westfälischen Schauspielschule Bochum absolvierte.
Bekannt wurde Kammann durch zahlreiche Auftritte in den Krimiserien Derrick und Der Alte. Vom 26. Oktober 1998 (Folge 1) bis zum 16. Dezember 2014 (Folge 669) war sie als Oberschwester Ingrid Rischke in der Arztserie In aller Freundschaft zu sehen, bevor die Rolle von den Produzenten aus der Serie geschrieben wurde. Zum Abschied von Dieter Bellmann, ihrem langjährigen Serienpartner, hatte sie in Folge 833 In bester Gesellschaft einen Gastauftritt, dem weitere folgten, sowie auch im Folgejahr in der Episode 877 In anderen Welten und 2021 in der Episode 934 Rettungsaktionen.
Jutta Kammann lebt seit 2014 in München in der Seniorenresidenz Augustinum. Ihr Lebensgefährte war von Mitte der 1960er-Jahre bis zu seinem Tod im Jahr 1992 der Fernsehregisseur Wilhelm Semmelroth.
Seit 2017 ist Jutta Kammann die erste Botschafterin der Erholungs- und Bildungsstätte Langau e. V.

## Filmografie

### Filme
- 1966: Gideon
- 1967: Die Liebenden von Florenz
- 1969: Goya
- 1971: Unser Willi ist der Beste
- 1972: Eine Tote soll ermordet werden
- 1972: Ausbruch
- 1973: Der rote Schal
- 1973: Kriminalerzählungen
- 1973: Jenny Treibel
- 1974: Der Monddiamant
- 1975: Die Verschwörung des Fiesco zu Genua
- 1976: Die Affäre Lerouge
- 1980: Lucilla
- 1981: Lea (Fernsehaufzeichnung Bayrischer Hof München)
- 1983: Montagsgeschichten:
  - 1983: Eine Begegnung
  - 1983: Wir sind nicht mehr davon gekommen
  - 1983: Wahrheit und Dichtung
  - 1983: Die Viererbande
- 1991: Symons Story
- 1991: Die falschen Fünfziger
- 1992: ´s elektrisch Herz (Fernsehaufzeichnung Komödie Stuttgart)

Dokumentarfilm
- 2021: Nach der Arbeit (Dokumentarfilm)

### Serien
- 1971: Algebra um Acht
- 1972: Gefährliche Streiche
- 1972: Die Schöngrubers
- 1973: Drüben bei Lehmanns (Folge 26 Müllarbeiterstreik)
- 1974: Oh Henry
- 1974: Im Auftrag von Madame (Folge Das Collier)
- 1975–1998: Derrick (14 Folgen, vers. Rollen)
- 1987–1999: Der Alte (14 Folgen, vers. Rollen)
- 1988: Eichbergers besondere Fälle (1 Folge)
- 1990: SOKO München (1 Folge)
- 1991: Ein Heim für Tiere (Folge Spatzi, das Hängebauchschwein)
- 1998–2021: In aller Freundschaft (538 Folgen als Ingrid Rischke)[6]
- 1999: Tatort – Fluch des Bernsteinzimmers
- 1999–2003: Siska (2 Folgen, vers. Rollen)
- 2012: SOKO Stuttgart (Folge Weitertanzen)
- 2019: Die Rosenheim-Cops (Folge Die Erben des Herrn König)

## Theater (Auswahl)
- 1968/69: Schauspielhaus Bochum, Der Liebestrank
- 1968/69: Schauspielhaus Bochum, Perikles, Fürst von Tyrus
- 1968/69: Schauspielhaus Bochum, Prinz Friedrich von Homburg
- 1969: Marburger Schauspiel, Puntila und sein Knecht Matti
- 1969: Marburger Schauspiel, Wer hat Angst vor Virginia Wolf
- 1969: Marburger Schauspiel, Warten auf Godot
- 1969–1974: Schillertheater / Schlosspark Theater, Berlin, Der Kandidat
- 1969–1974: Schillertheater / Schlosspark Theater Berlin, Change
- 1969–1974: Schillertheater / Schlosspark Theater Berlin, Floh im Ohr
- 1969–1974: Schillertheater / Schlosspark Theater Berlin, Yvonne, Prinzessin von Burgund
- 1974: Gastspiel in London, Yvonne, Prinzessin von Burgund
- 1972: Die Komödie – Frankfurt am Main, Bitte nicht stören
- 1972: Die Komödie – Frankfurt am Main, Plötzlich und unerwartet
- 1972: Burgfestspiele Jagsthausen, Götz von Berlichingen
- 1972: Burgfestspiele Jagsthausen. Was Ihr wollt
- 1972/73 Hamburger Kammerspiele, Olivia
- 1974: Die Komödie – Frankfurt am Main, Schlafwagen Paris-Marseille
- 1974: Theater an Dom Köln, Bitte nicht stören!
- 1975: Komödie Düsseldorf, Und das am Hochzeitsmorgen
- 1975: Teneriffa, Boeing-Boeing
- 1975: Theater München, Kennedys Kinder
- 1979: Theater München, Die Gerechten
- 1980: Komödie im Marquardt, Stuttgart, Auf Böcke schießt man nicht
- 1980: Komödie im Bayerischen Hof, München, Lea, mit Fernsehaufzeichnung
- 1982: Komödie im Bayerischen Hof, München, Lady Windermeres Fächer
- 1982: Komödie im Bayerischen Hof, München, 13 bei Tisch
- 1985: Komödie im Marquardt, Stuttgart, Ein Hauch von Frühling
- 1987: Kleine Komödie München, Die kleinen Komplexe
- 1988: Altes Schauspielhaus, Stuttgart, Der Hauptmann von Köpenick
- 1988: Komödie im Marquardt Stuttgart, Sturm im Wasserglas
- 1990: Kleine Komödie München, Schöne Familie
- 1991, Komödie im Marquardt Stuttgart, Trautes Heim – nie allein
- 1991/92 Komödie am Max II, München, Gerüchte-Gerüchte-Gerüchte
- 1992: Komödie im Marquardt, Stuttgart, s elektrisch Herz mit Fernsehaufzeichnung
- 1992: Komödie im Marquardt, Stuttgart, Bezaubernde Julia
- 1993: Komödie am Max II, München, Lasst uns endlich anfangen-stepping out
- 1994: Komödie im Marquardt Stuttgart, Nun reichts aber
- 1998: Komödie im Marquardt Stuttgart, Was dem einen recht ist

## Deutschland-Tourneen 1976 bis 1986
- Antigone
- Penthesilea
- Das Klavier im Grünen
- Vabanque
- Zwei Damen zu viel
- Die Hausdame